# Ministerstvo průmyslu Slovenské republiky
Ministerstvo průmyslu Slovenské republiky bylo ústředním orgánem státní správy pro průmysl chemický a zpracování ropy, gumárenský a plastikářský, farmaceutický, textilní a oděvní, kožedělný, kožešnický, obuvnický, sklářský a polygrafický..
Ministerstvo průmyslu bylo zrušeno zákonem 453/1992 Sb. Jeho působnost přešla na Ministerstvo hospodářství Slovenské republiky.